# Mathematische Nachrichten
Mathematische Nachrichten is een internationaal, aan collegiale toetsing onderworpen wetenschappelijk tijdschrift op het gebied van de wiskunde.
De naam wordt in literatuurverwijzingen meestal afgekort tot Math. Nachr.
Het tijdschrift wordt uitgegeven door John Wiley and Sons en verschijnt 18 keer per jaar.
Het publiceerde oorspronkelijk in het Duits; nu (hoofdzakelijk) in het Engels.